# Lodrisio Visconti
Lodrisio Visconti († 5. April 1364 in Mailand) war ein italienischer Condottiere, Herr von Castelseprio und Crenna.

Wappen der Visconti

## Leben
„... Lodrisio war der erste, der ihnen (den fremden Söldnern) die Gestalt fremder, furchtbarer, grausamer Mächte gab, die, unterstützt von den anderen, bereits elendig ungeordneten Mächten der Päpste, Könige und Kaiser, einem Banner hinterherliefen, welches auch immer es war, und dort kämpften, wo der Sold umso größer war, je sicherer die Ausbeutung und Plünderung: Unheilvolle Mächte, die wie Wolken, die von den Sturm verjagt wurden, den italienischen Himmel verdunkelten, obwohl er uns manchmal mit seinem Lächeln zu ermuntern schien.“

### Die Anfänge und die Gründung der Compagnia di San Giorgio
Als Sohn von Pietro Visconti und Antiochia Crivelli wurde er wahrscheinlich um 1275 geboren. Weder sein genaues Geburtsjahr noch sein Geburtsort sind überliefert. Er gehörte einem der vielen Familienzweige der Visconti an, das eng mit den Herren von Mailand verbunden war. Sein Vater Pietro war der Onkel von Matteo I. Visconti.
Lodrisio schwankte zwischen Verrat und Loyalität gegenüber seiner Familie, insbesondere gegenüber seinem Cousin Matteo I. Visconti. Er half Galeazzo I., dem Sohn Matteos, bei der Rückeroberung Mailands, distanzierte sich aber bald von ihm, indem er gegen ihn intrigierte. Als Galeazzo I. 1328 starb, erwarb sein Sohn und einziger Erbe Azzone vom deutschen Kaiser Ludwig der Bayer den Titel eines Vikars von Mailand und überging damit den Papst, der die eigentliche Ernennungsbefugnis beanspruchte. Lodrisio organisierte eine Reihe von Verschwörungen gegen seinen Neffen, doch als diese aufgedeckt wurden, ließ Azzo die Anführer verhaften. Lodrisio entkam und musste in Verona bei Mastino II. della Scala Zuflucht suchen, mit dem er eine Reihe von Bündnissen schloss, um den Herrscher von Mailand zu stürzen. Bei dieser Gelegenheit gründete er 1339 die Compagnia di San Giorgio mit über 6.500 bewaffneten Männern, darunter Ritter, Fußsoldaten (viele davon Schweizer) und Armbrustschützen, zu deren Hauptmann er ernannt wurde. Dieser Söldnerkompanie gehörten Söldner von hohem militärischen Ansehen an, wie Konrad Wirtinger von Landau (Graf Landau) und Werner von Urslingen (Duca Guarnieri).

### Feldherr
Lodrisio unterschied sich von seinen Mitstreitern dadurch, dass ihn vor allem Rachegelüste gegen die eigene Verwandtschaft und politische Motive wie der Versuch, die Herrschaft über Mailand zu erobern, motivierten, während die anderen Mitglieder vor allem von der Lust an der Plünderung von Reichtümern ohne Rücksicht auf die eingesetzten Mittel getrieben wurden, wie es unter den Glücksrittern jener Zeit üblich war. Der Versuch, Mailand von seinen Cousins Azzo und Luchino zu erobern, verlief jedoch nicht zu seinen Gunsten. Nach einem anfänglichen Erfolg, der ihm Hoffnung auf die Eroberung der begehrten Stadt gemacht hatte, sah er sich der Mailänder Miliz gegenüber, die von seinem Cousin mobilisiert worden war. Am 21. Februar 1339 führte Lodrisio seine Truppen in der Schlacht von Parabiago gegen die Familie, die die Stadt beherrschte. Der Legende nach wurden seine Gefährten durch eine Erscheinung des Heiligen Ambrosius zu Pferd erschreckt. Entscheidend war sicherlich die Ankunft der Söldnertruppe von Ettore da Panigo, die das Blatt wendete und die Niederlage der Compagnia di San Giorgio verursachte. Lodrisio selbst geriet in Gefangenschaft: Er wurde 10 Jahre lang in der Burg von San Colombano gefangen gehalten. Seine Befreiung erfolgte von seinem anderen Bruder, Erzbischof Giovanni Visconti, dem neuen Herrscher von Mailand.

### Die letzten Jahre
Nach dessen Tod unterstützte Lodrisio 1356 Galeazzo II. Visconti, den Sohn von Stefano, im Kampf gegen die Anti-Visconti-Liga des Kardinals Egidio Albornoz, die von der Grande Compagnia unter dem Kommando des Grafen Landau angeführt wurde. Lodrisio besiegte sie und errang einen großen Sieg, auch wenn er später die Burg von Novara verlor. Danach blieb er in Mailand, bis er Anfang April 1364 an einer Krankheit starb.

## Nachkommen
Lodrisio heiratete zuerst Costantina Malaspina, mit der er keine Kinder hatte, und dann Vincenza Cavalcabò, mit der er drei Kinder hatte:
- Ambrogio, Soldat;
- Giannotto (?–1403), Gouverneur von Alessandria;
- Estorolo, Stammvater der Linie der Visconti di Crenna.